# Südafrikanische Cricket-Nationalmannschaft in Australien in der Saison 2014/15
Die Tour der südafrikanischen Cricket-Nationalmannschaft in Australien in der Saison 2014/15 fand vom 2. bis zum 23. November 2014 statt. Die internationale Cricket-Tour war Teil der internationalen Cricket-Saison 2014/15 und umfasste drei Twenty20s und fünf ODIs. Australien gewann die Twenty20-Serie 2-1 und die ODI-Serie 4-1. Durch den Gewinn der ODI-Serie schaffte Australien es auf Platz 1 der ODI-Weltrangliste des ICC.

## Vorgeschichte

### Einordnung
Für Australien war es die zweite Tour der Saison, nachdem sie zuvor in den Vereinigten Arabischen Emiraten gegen Pakistan spielten. Südafrika nutzte die Tour als Vorbereitung auf den in Australien und Neuseeland stattfindenden Cricket World Cup 2015, nachdem sie kurz zuvor schon eine ODI-Serie in Neuseeland bestritten. Das letzte Aufeinandertreffen der beiden Mannschaften in einer Tour fand in der Saison 2013/14 in Südafrika statt.

## Stadien
Die folgenden Stadien wurden für die Tour als Austragungsort vorgesehen und am 23. Juni 2014 festgelegt.
| Stadt     | Stadion                  | Kapazität | Spiele         |
| --------- | ------------------------ | --------- | -------------- |
| Adelaide  | Adelaide Oval            | 53.583    | 1. T20         |
| Canberra  | Manuka Oval              | 12.000    | 3. ODI         |
| Melbourne | Melbourne Cricket Ground | 100.024   | 4. ODI; 2. T20 |
| Perth     | WACA Ground              | 20.000    | 1. & 2. ODI    |
| Sydney    | ANZ Stadium              | 82.500    | 3. T20         |
| Sydney    | Sydney Cricket Ground    | 48.000    | 5. ODI         |

## Kaderlisten
Südafrika verkündete seinen Kader für diese und die Tour gegen am 30. September 2014. Australien verkündete den Twenty20 Kader am 19. Oktober, und den ODI-Kader am 29. Oktober 2014.
| ODI | ODI | Twenty20 | Twenty20 |
| Australien | Südafrika | Australien | Südafrika |
| --- | --- | --- | --- |
| - George Bailey (K) - Nathan Coulter-Nile - Pat Cummins - Xavier Doherty - James Faulkner - Aaron Finch - Josh Hazlewood - Mitchell Johnson - Mitchell Marsh - Glenn Maxwell - Kane Richardson - Steve Smith - Mitchell Starc - Matthew Wade (wk) - David Warner - Shane Watson - Michael Clarke (Kapitän*) | - AB de Villiers (K) - Hashim Amla - Kyle Abbott - Quinton de Kock (wk) - JP Duminy - Faf du Plessis - Imran Tahir - Ryan McLaren - David Miller - Morné Morkel - Wayne Parnell - Robin Peterson - Vernon Philander - Rilee Rossouw - Dale Steyn | - Aaron Finch (K) - Sean Abbott - Doug Bollinger - Cameron Boyce - Patrick Cummins - Ben Cutting - Ben Dunk (wk) - James Faulkner - Nic Maddinson - Glenn Maxwell - Nathan Reardon - Kane Richardson - Shane Watson - Cameron White | - JP Duminy (K) - Kyle Abbott - Farhaan Berhardien - Quinton de Kock (wk) - Marchant de Lange - Reeza Hendricks - Imran Tahir - Ryan McLaren - David Miller - Wayne Parnell - Robin Peterson - Kagiso Rabada - Rilee Rossouw - David Wiese |

* Clarke verletzte sich während des ersten ODIs an der ischiocruralen Muskulatur und wurde für den Rest der Tour durch George Bailey ersetzt.

## Tour Match
| 2. November Scorecard | Sydney (NSO) | Cricket Australia XI 189-5 (20)           | – | South Africans 167 (18.5) |
|                       |              | Cricket Australia XI gewinnen mit 22 Runs |   |                           |

## Twenty20 Internationals

### Erstes Twenty20 in Adelaide
| 5. November Scorecard | Adelaide | Australien 144-6 (20)           | – | Südafrika 145-3 (19) |
|                       |          | Südafrika gewinnt mit 7 Wickets |   |                      |

### Zweites Twenty20 in Melbourne
| 7. November Scorecard | Melbourne | Südafrika 101-7 (20)             | – | Australien 102-3 (12.4) |
|                       |           | Australien gewinnt mit 7 Wickets |   |                         |

### Drittes Twenty20 in Sydney
| 9. November Scorecard | Sydney (ANZ) | Südafrika 145-6 (20)             | – | Australien 146-8 (19.5) |
|                       |              | Australien gewinnt mit 2 Wickets |   |                         |

## One-Day Internationals

### Erstes ODI in Perth
| 14. November Scorecard | Perth | Australien 300-8 (50)          | – | Südafrika 268 (48.1) |
|                        |       | Australien gewinnt mit 32 Runs |   |                      |

### Zweites ODI in Perth
| 16. November Scorecard | Perth | Australien 154 (41.4)           | – | Südafrika 157-7 (27.4) |
|                        |       | Südafrika gewinnt mit 3 Wickets |   |                        |

### Drittes ODI in Canberra
| 19. November Scorecard | Canberra | Australien 329-5 (50)          | – | Südafrika 256-9 (44.3) |
|                        |          | Australien gewinnt mit 73 Runs |   |                        |

### Viertes ODI in Melbourne
| 21. November Scorecard | Melbourne | Südafrika 267-8 (50)             | – | Australien 268-7 (49) |
|                        |           | Australien gewinnt mit 3 Wickets |   |                       |

### Fünftes ODI in Sydney
| 23. November Scorecard | Sydney (SCG) | Südafrika 280-6 (50)                          | – | Australien 275-8 (47.1/48) |
|                        |              | Australien gewinnt mit 2 Wickets (D/L method) |   |                            |

Australias Innings wurde auf 48 Overs und das Ziel auf 275 Runs reduziert.

## Statistiken
Die folgenden Cricketstatistiken wurden bei dieser Tour erzielt.
| ODIs                | ODIs       | ODIs    | ODIs    | ODIs    | ODIs    | ODIs    | ODIs    | ODIs    |
| Batting             | Batting    | Batting | Batting | Batting | Batting | Batting | Batting | Batting |
| Spieler             | Mannschaft | Spiele  | Innings | Runs    | Average | HS      | 100s    | 50s     |
| ------------------- | ---------- | ------- | ------- | ------- | ------- | ------- | ------- | ------- |
| AB de Villiers      | Südafrika  | 4       | 4       | 271     | 67,75   | 91      | 0       | 3       |
| Steven Smith        | Australien | 4       | 4       | 254     | 84,66   | 104     | 1       | 2       |
| Aaron Finch         | Australien | 5       | 5       | 250     | 50,00   | 109     | 1       | 1       |
| Quinton de Kock     | Südafrika  | 5       | 5       | 177     | 35,40   | 107     | 1       | 0       |
| Shane Watson        | Australien | 5       | 5       | 165     | 33,00   | 82      | 0       | 1       |
| Bowling             |            |         |         |         |         |         |         |         |
| Spieler             | Mannschaft | Spiele  | Overs   | Wickets | Average | BBI     | 5W      | 10W     |
| Morné Morkel        | Südafrika  | 4       | 38      | 10      | 23,00   | 5/21    | 1       | 0       |
| Josh Hazlewood      | Australien | 4       | 38.1    | 9       | 20,44   | 5/31    | 1       | 0       |
| Dale Steyn          | Südafrika  | 4       | 36.4    | 7       | 28,14   | 3/35    | 0       | 0       |
| Vernon Philander    | Südafrika  | 3       | 29      | 6       | 21,83   | 4/45    | 0       | 0       |
| Robin Peterson      | Südafrika  | 2       | 14.1    | 5       | 15,20   | 4/32    | 0       | 0       |
| Pat Cummins         | Australien | 2       | 19      | 5       | 23,00   | 3/54    | 0       | 0       |
| Nathan Coulter-Nile | Australien | 3       | 19      | 5       | 23,60   | 4/48    | 0       | 0       |
| Mitchell Starc      | Australien | 3       | 28      | 5       | 26,40   | 4/32    | 0       | 0       |

| Twenty20s       | Twenty20s  | Twenty20s | Twenty20s | Twenty20s | Twenty20s | Twenty20s | Twenty20s | Twenty20s |
| Batting         | Batting    | Batting   | Batting   | Batting   | Batting   | Batting   | Batting   | Batting   |
| Spieler         | Mannschaft | Spiele    | Innings   | Runs      | Average   | HS        | 100s      | 50s       |
| --------------- | ---------- | --------- | --------- | --------- | --------- | --------- | --------- | --------- |
| Quinton de Kock | Südafrika  | 3         | 3         | 94        | 31,33     | 48        | 0         | 0         |
| Rilee Rossouw   | Südafrika  | 3         | 3         | 94        | 31,33     | 78        | 0         | 1         |
| Aaron Finch     | Australien | 3         | 3         | 91        | 45,50     | 44*       | 0         | 0         |
| Shane Watson    | Australien | 3         | 3         | 82        | 27,33     | 47        | 0         | 0         |
| Reeza Hendricks | Südafrika  | 3         | 3         | 67        | 22,33     | 49        | 0         | 0         |
| Bowling         |            |           |           |           |           |           |           |           |
| Spieler         | Mannschaft | Spiele    | Overs     | Wickets   | Average   | BBI       | 5W        | 10W       |
| James Faulkner  | Australien | 3         | 11        | 6         | 11,66     | 3/25      | 0         | 0         |
| Kyle Abbott     | Südafrika  | 3         | 9.5       | 4         | 14,50     | 3/21      | 0         | 0         |
| Cameron Boyce   | Australien | 3         | 11        | 4         | 18,00     | 2/15      | 0         | 0         |
| David Wiese     | Südafrika  | 1         | 4         | 3         | 7,00      | 3/21      | 0         | 0         |
| Robin Peterson  | Südafrika  | 1         | 4         | 3         | 9,33      | 3/28      | 0         | 0         |
| Pat Cummins     | Australien | 3         | 12        | 3         | 18,33     | 1/11      | 0         | 0         |
| Doug Bollinger  | Australien | 3         | 11        | 3         | 24,33     | 1/22      | 0         | 0         |
| Wayne Parnell   | Südafrika  | 3         | 11.4      | 3         | 29,33     | 2/17      | 0         | 0         |

## Player of the Series
Als Player of the Series wurden die folgenden Spieler ausgezeichnet.
| Serie | Player of the Series |
| ----- | -------------------- |
| ODI   | Steven Smith         |
| T20   | James Faulkner       |

### Player of the Match
Als Player of the Match wurden die folgenden Spieler ausgezeichnet.
| Spiel  | Player of the Match |
| ------ | ------------------- |
| 1. T20 | Rilee Rossouw       |
| 2. T20 | Cameron Boyce       |
| 3. T20 | Cameron White       |
| 1. ODI | Nathan Coulter-Nile |
| 2. ODI | Morné Morkel        |
| 3. ODI | Steven Smith        |
| 4. ODI | Steven Smith        |
| 5. ODI | Quinton de Kock     |